# Pietro Zammuto
Pietro Zammuto (Torino, 23 dicembre 1986) è un ex calciatore italiano, di ruolo difensore.

## Caratteristiche tecniche
Il ruolo naturale di Zammuto è il centrale di difesa, tuttavia può giocare anche da terzino sia a destra che a sinistra.

## Carriera
Zammuto inizia la sua carriera alla Juventus, con la quale non arriva mai a debuttre in prima squadra; con la Primavera bianconera ottiene invece la vittoria nel Torneo di Viareggio 2005. Nell'estate 2006 si trasferisce alla Sambenedettese in Serie C1 in prestito con diritto di riscatto della compartecipazione per 80 000 euro.
Nel luglio 2007 si trasferisce in compartecipazione al Piacenza, squadra militante in Serie B per 170 000 €. Fa il suo debutto con la maglia biancorossa nella prima giornata di campionato, nella sconfitta per 4-1 sul campo dell'Ascoli e segna il suo primo gol il 18 marzo nella partita casalinga vinta per 4-2 contro il Pisa. A fine stagione il Piacenza acquista anche la seconda metà del suo cartellino.
Zammuto rimane al Piacenza per 4 stagioni nelle quali disputa complessivamente 80 partite di campionato più una nei play-out, segnando 4 reti. Al termine del campionato 2010-2011 terminato con la retrocessione in Lega Pro Prima Divsione del Piacenza rimane svincolato.
Nel mese di ottobre 2011 si trasferisce all'Avellino, squadra militante in Prima Divisione.
Fa il suo debutto con la maglia biancoverde il 23 ottobre nella sconfitta per 3-1 contro la Ternana. Chiude la stagione con 15 presenze, rimanendo poi svincolato alla scadenza del contratto.
Il 10 novembre viene ufficializzato il suo passaggio al Treviso. Fa il suo debutto con i veneti il giorno successivo nella partita persa per 1-0 in casa del Carpi. Segna la sua prima rete trevigiana il 22 dicembre nella vittoria casalinga per 2-1 contro la Reggiana.
Dopo 18 presenze e 2 gol in campionato culminate con la retrocessione dei veneti in Seconda Divisione resta svincolato in seguito alla mancata iscrizione dei veneti.
Il 3 agosto viene aggregato al ritiro del Martina, squadra militante in Seconda Divisione. Dopo essere stato tesserato fa il suo debutto con la nuova maglia il 18 agosto successivo nella sconfitta per 3-1 in casa del Melfi valida per il primo turno di Coppa Italia Lega Pro. Chiude la stagione, nella quale il Martina retrocede in Serie D all'ultima giornata, con 31 presenze in campionato. La stagione successiva si trasferisce al Barletta, nella nuova Lega Pro unica. Fa il suo debutto con i pugliesi il 23 agosto 2014 nella partita di Coppa Italia Lega Pro vinta per 1-0 contro la Paganese. A fine stagione il Barletta ottiene la salvezza e Zammuto totalizza 28 presenze in campionato più 2 in Coppa Italia Lega Pro; tuttavia la squadra non si iscrive al campionato successivo, e il giocatore resta svincolato.
Nel settembre 2015 scende in Serie D firmando per il Chieri. Fa il suo debutto con i piemontesi il 24 settembre nella sconfitta per 4-0 in casa della Lavagnese. Chiude la stagione con 27 presenze in campionato, due in Coppa Italia Serie D e una nei play-off nei quali il Chieri esce alle semifinali di girone contro la Lavagnese.
La stagione successiva resta in Serie D trasferendosi al Gravina, dove ritrova l'ex compagno dei tempi del Piacenza Anaclerio. Fa il suo debutto con i pugliesi il 21 agosto nella vittoria 1-0 sul San Severo valida per il turno preliminare di Coppa Italia Serie D. Segna la sua prima rete con i pugliesi l'11 settembre successivo realizzando il gol decisivo nella vittoria per 1-0 sul campo del Francavilla. Termina la stagione con 20 presenze e 2 reti in campionato, 2 in Coppa Italia serie D ed 1 nei play-off nei quali il Gravina viene eliminato in semifinale dalla Nocerina.
A giugno 2017 si trasferisce al Lecco sempre in Serie D. Fa il suo debutto con i lombardi il 20 agosto nella vittoria per 3-0 contro l'Arconatese valida per il turno preliminare di coppa Italia Serie D. 
Termina la stagione con i blucelesti con 11 presenze in campionato e 2 in Coppa Italia Serie D, senza segnare reti.
Nella stagione 2018-2019 scende di due categorie, trasferendosi al Grugliasco, squadra militante nella promozione piemontese-valdostana.

## Statistiche

### Presenze e reti nei club
| Stagione        | Squadra         | Campionato      | Campionato | Campionato | Coppe nazionali | Coppe nazionali | Coppe nazionali | Coppe continentali | Coppe continentali | Coppe continentali | Totale | Totale |
| Stagione        | Squadra         | Comp            | Pres       | Reti       | Comp            | Pres            | Reti            | Comp               | Pres               | Reti               | Pres   | Reti   |
| --------------- | --------------- | --------------- | ---------- | ---------- | --------------- | --------------- | --------------- | ------------------ | ------------------ | ------------------ | ------ | ------ |
| 2006-2007       | Sambenedettese  | C1              | 14         | 0          |                 | -               | -               | -                  | -                  | -                  | 14     | 0      |
| 2007-2008       | Piacenza        | B               | 20         | 2          | CI              | 0               | 0               | -                  | -                  | -                  | 20     | 2      |
| 2008-2009       | Piacenza        | B               | 14         | 0          | CI              | 0               | 0               | -                  | -                  | -                  | 14     | 0      |
| 2009-2010       | Piacenza        | B               | 19         | 1          | CI              | 1               | 0               | -                  | -                  | -                  | 20     | 1      |
| 2010-2011       | Piacenza        | B               | 28+1       | 1+0        | CI              | 1               | 0               | -                  | -                  | -                  | 30     | 1      |
| Totale Piacenza | Totale Piacenza | Totale Piacenza | 81+1       | 4          |                 | 2               | 0               |                    | -                  | -                  | 84     | 4      |
| 2011-2012       | Avellino        | 1D              | 15         | 0          | CI+CI LP        | 0               | 0               | -                  | -                  | -                  | 15     | 0      |
| 2012-2013       | Treviso         | 1D              | 19         | 2          | CI-LP           | 0               | 0               | -                  | -                  | -                  | 19     | 2      |
| 2013-2014       | Martina         | SD              | 31         | 0          | CI-LP           | 2               | 0               | -                  | -                  | -                  | 33     | 0      |
| 2014-2015       | Barletta        | LP              | 28         | 0          | CI-LP           | 2               | 0               | -                  | -                  | -                  | 30     | 0      |
| 2015-2016       | Chieri          | D               | 27+1       | 0          | CI-D            | 2               | 0               | -                  | -                  | -                  | 30     | 0      |
| 2016-2017       | Gravina         | D               | 20+1       | 2          | CI-D            | 2               | 0               | -                  | -                  | -                  | 23     | 2      |
| 2017-2018       | Lecco           | D               | 12         | 0          | CI-D            | 2               | 0               | -                  | -                  | -                  | 14     | 0      |
| 2018-2019       | Grugliasco      | Prom.           | 1+         | 0          | CI Prom.        | 0+              | 0               | -                  | -                  | -                  | 1+     | 0      |
| Totale carriera | Totale carriera | Totale carriera | 251+       | 8          |                 | 12+             | 0               |                    | -                  | -                  | 263+   | 8      |

## Palmarès

### Club

#### Competizioni giovanili
- Torneo di Viareggio: 1

Juventus: 2005
- Campionato Primavera: 1

Juventus: 2005-2006